# Research Excellence Framework
Research Excellence Framework (REF), dịch theo nghĩa tiếng Việt là Khung đánh giá tính xuất sắc nghiên cứu, là một chương trình đáng giá chất lượng nghiên cứu khoa học tiến hành với các tổ chức giáo dục đại học ở Vương quốc Liên hiệp Anh và Bắc Ireland. REF, là phiên bản tiếp nối của Research Assessment Exercise (RAE – Chương trình sát hạch nghiên cứu) lần đầu tiên được giới thiệu năm 2014 (đánh giá chu kỳ 2008-2013), và được tiến hành bởi 4 tổ chức quản lý giáo dục đại học ở Anh, bao gồm: Research England, Hội đồng Tài trợ Scotland (Scottish Funding Council), Hội đồng Tài trợ Giáo dục Đại học Wales (Higher Education Funding Council for Wales) và Sở Kinh tế Bắc Ailen.
Chương trình REF gần đây nhất được tổng kết năm 2021 và kết quả được công bố tháng 5 năm 2022 (bị chậm chễ công bố do Đại dịch Covid-19). Chương trình đánh giá tập trung vào các tiêu chí: đầu ra nghiên cứu, tác động (ảnh hưởng) của kết quả nghiên cứu, và môi trường nghiên cứu.
Mặc dù còn nhiều tranh cãi về chương trình này về cách thức đánh giá các chuyên ngành khác nhau hay sự thiên lệch trong cách nhìn nhận các nghiên cứu liên ngành, REF vẫn được coi là một khung tham chiếu quan trọng nhất để Hội đồng Tài trợ Nghiên cứu Sáng tạo Anh (UK Research and Innovation) quyết định phân bổ kinh phí tài trợ cho nghiên cứu từ quỹ tài chính công thuộc Chính phủ Anh Quốc.

## Lịch sử
Năm 1989, Chính phủ Anh Quốc lần đầu tiên thiết lập chương trình đánh giá nghiên cứu Research Assessment Exercise (RAE) cho phép đánh giá chất lượng nghiên cứu của các cơ quan giáo dục đại học công lập, và đã dẫn tới việc thành lập các chương trình tương tự ở nhiều nước trên thế giới như Úc, New Zealand, một số nước Liên minh châu Âu,.. RAE được thực hiện 5 năm một lần đối với các các tổ chức giáo dục đại học và cho phép chính phủ dùng làm tham chiếu cho việc phân bổ ngân sách tài trợ công cho nghiên cứu. Theo khung tham chiếu này, trọng tâm của RAE là "chất lượng", học thuật và xuất sắc học thuật được đánh giá thông qua các tiêu chí về tính nghiêm ngặt, độc đáo và ý nghĩa, cùng với các chỉ số khác, chẳng hạn như lòng tự trọng học thuật, khả năng tồn tại của môi trường nghiên cứu và năng lực nghiên cứu. Các tiêu chí này đã được giải thích trong từng nhóm đối tượng (được gọi là "đơn vị đánh giá") bởi các hội đồng phụ trách bao gồm các chuyên gia sát hạch, những người sẽ phản biện các công trình nghiên cứu từ các cơ sở và sử dụng thang điểm chung để định lượng chất lượng nghiên cứu của các cơ sở giáo dục.
Vào tháng 6 năm 2007, Hội đồng Tài trợ Giáo dục Đại học Anh (Higher Education Funding Council for England, HEFCE) đã gửi thông báo rằng một khung tham chiếu mới để đánh giá chất lượng nghiên cứu trong các trường đại học ở Anh sẽ thay thế RAE, sau kỳ RAE 2008. Thông báo này đã chỉ ra những động lực cần thiếu cho một khung tham chiêu mới:
- Tạo ra các chỉ dấu mạnh mẽ trên toàn Vương quốc Anh về chất lượng nghiên cứu xuất sắc cho tất cả các lĩnh vực để có thể được sử dụng cho việc đánh giá chất lượng theo các các tiêu chuẩn quốc tế và thúc đẩy tài trợ của Hội đồng cho nghiên cứu;
- Cung cấp cơ sở để phân phối tài trợ chủ yếu bằng cách tham khảo tính xuất sắc trong nghiên cứu và tài trợ cho nghiên cứu xuất sắc dưới mọi hình thức ở bất cứ nơi nào được tìm thấy;
- Giảm đáng kể gánh nặng hành chính cho các tổ chức so với RAE;
- Tránh việc tạo ra bất kỳ sự khuyến khích các hành vi không mong muốn nào;
- Thúc đẩy bình đẳng và đa dạng;
- Cung cấp một khung tham chiếu ổn định cho sự hỗ trợ liên tục đối với các nghiên cứu hàng đầu thế giới trong các cơ sở giáo dục đại học.

Thông báo này cũng đưa ra một thời gian biểu cho sự phát triển của REF. HEFCE đã tiến hành các tham vấn trong thời gian từ tháng 9 đến tháng 12 năm 2009, thu hút phản hồi từ các bên liên quan về các đề xuất. Các phản hồi nàyđến từ từ các trường Đại học Vương quốc Anh, và phản hồi từ Công đoàn Đại học và Cao đẳng Anh. Vào tháng 7 năm 2010 (sau Tổng tuyển cử Vương quốc Liên hiệp Anh và Bắc Ireland 2010), Bộ trưởng Đại học và Khoa học David Willetts thông báo rằng REF sẽ bị trì hoãn một năm để đánh giá hiệu quả các tác động của các phương pháp đánh giá mới.
Năm 2014, REF (Research Excellence Framework) được giới thiệu để thay thế RAE, với chu kỳ đánh giá 3-4 năm một lần (hai lần gần đây nhất là REF 2018 và REF 2021). Với mục tiêu cho việc đánh giá nghiên cứu là đảm bảo sự tiếp tục của một cơ sở nghiên cứu đẳng cấp thế giới, năng động và đáp ứng trên toàn bộ phạm vi học thuật trong giáo dục đại học Vương quốc Anh. REF được thiết lập với một kỳ vọng rằng những điều này sẽ đạt được thông qua việc:
- Cung cấp trách nhiệm giải trình về đầu tư công trong nghiên cứu và đưa ra bằng chứng về lợi ích của khoản đầu tư này.
- Cung cấp thông tin đo điểm chuẩn và thiết lập thước đo danh tiếng, sử dụng trong giáo dục đại học và thông tin đại chúng.
- Làm  tham chiếu cho việc phân bổ có chọn lọc kinh phí đầu tư công cho nghiên cứu.

## Phương pháp đánh giá
REF được tiến hành theo hình thức phản biện chuyên gia (peer review). Các kết quả nghiên cứu, bao gồm các công bố khoa học của các giảng viên  (hoặc nhà nghiên cứu ở cấp độ độc lập) cơ hữu toàn thời gian và các kết quả nghiên cứu theo hình thức nghiên cứu tình huống (case study) sẽ được yêu cầu nộp cho hội đồng của REF (được phân chia thành các đơn vị theo chuyên ngành) để nội dung các công bố khoa học này được đánh giá một cách trực tiếp. Các công trình này sẽ được phản biện và chấm điểm theo 5 cấp độ:
- Bốn sao (4*): Chất lượng dẫn đầu thế giới về tính nguyên bản, ý nghĩa và nghiêm ngặt.
- Ba sao (3*): Chất lượng xuất sắc quốc tế về tính nguyên bản, ý nghĩa và sự nghiêm ngặt nhưng chưa đạt tới các tiêu chuẩn xuất sắc cao nhất.
- Hai sao (2*): Chất lượng được quốc tế ghi nhận về tính nguyên bản, ý nghĩa và sự nghiêm ngặt.
- Một sao (1*): Chất lượng được công nhận ở cấp độ quốc gia về tính nguyên bản, ý nghĩa và sự nghiêm ngặt.
- Chất lượng không được phân loại: thấp hơn tiêu chuẩn của công trình được công nhận ở cấp độ quốc gia. Hoặc công trình không đáp ứng định nghĩa nghiên cứu đã được công bố cho các mục đích của đánh giá này.

## Bảng xếp hạng đánh giá REF
Kết quả REF gần đây nhất (2021) được công bố vào tháng 5 năm 2022 (trễ hơn dự kiến vì Đại dịch Covid-19). Mặc dù REF không đưa ra các bảng xếp hạng chính thức, nhưng một số tạp chí về giáo dục và khoa học đã tổng kết các kết quả đánh giá và đưa ra một số xếp hạng về các chỉ số đầu ra đánh giá của REF2021. Ví dụ như Times Higher Education hay The Guardian. Bảng dưới đây tóm tắt xếp hạng 10 cơ sở giáo dục hàng đầu về các đầu ra của REF2021 theo tổng kết của Times Higher Education:
| Ranking | THE quality (GPA)                                                     | THE research power        | THE market share          | RPN power rating          |
| ------- | --------------------------------------------------------------------- | ------------------------- | ------------------------- | ------------------------- |
| 1       | Imperial College London                                               | Đại học Oxford            | Đại học Oxford            | Đại học Oxford            |
| 2       | Institute of Cancer Research                                          | University College London | University College London | University College London |
| 3       | = Đại học Cambridge = Trường Kinh tế và Khoa học Chính trị Luân Đôn   | Đại học Cambridge         | Đại học Cambridge         | Đại học Cambridge         |
| 4       |                                                                       | Đại học Edinburgh         | Đại học Edinburgh         | Đại học Edinburgh         |
| 5       | Đại học Bristol                                                       | Đại học Manchester        | Đại học Manchester        | Đại học Manchester        |
| 6       | University College London                                             | Đại học Nhà vua Luân Đôn  | Đại học Nhà vua Luân Đôn  | Đại học Nhà vua Luân Đôn  |
| 7       | Đại học Oxford                                                        | Đại học Nottingham        | Imperial College London   | Imperial College London   |
| 8       | Đại học Manchester                                                    | Đại học Leeds             | Đại học Bristol           | Đại học Bristol           |
| 9       | Đại học Nhà vua Luân Đôn                                              | Imperial College London   | Đại học Nottingham        | Đại học Nottingham        |
| 10      | = University of York = London School of Hygiene and Tropical Medicine | Đại học Bristol           | Đại học Leeds             | Đại học Leeds             |

## Những tác động và phê bình
REF bị nhiều chỉ trích vì sự đánh giá thiếu đầy đủ về đối với các nghiên cứu liên ngành (hay đa ngành) khi cách nhìn nhận của các hội đồng đánh giá của REF có xu hướng bị thiên lệch theo hình thức của các nghiên cứu đơn ngành - như một báo cáo tổng quan về REF đệ trình Bộ Thương mại, Năng lượng và Công nghiệp Vuơng quốc Anh năm 2018 đã chỉ ra. Một đánh giá của RAND Europe đã chỉ ra việc REF đang bị các cơ sở lợi dụng điểm yếu như một "trò chơi" bằng cách tuyển dụng các nhà nghiên cứu với kết quả đầu ra nghiên cứu tốt (vì REF gắn các kết quả này với các cá nhân nhà nghiên cứu kể cả khi chuyển nơi làm việc mới), đồng thời gây sức ép lên các nhà nghiên cứu khác đang làm việc. Peter Mandler, giáo sư lịch sử văn hóa hiện đại của Đại học Cambridge cho rằng là một cách đánh giá cồng kềnh, quan liêu và tốn kém (chi phí cho REF năm 2014 là 66 triệu bảng Anh đã tăng lên 246 triệu bảng Anh năm 2021). Jo Grady, Tổng thư ký Công đoàn Các trường Đại học và Cao đẳng Anh, chỉ trích REF gây tiêu tốn thời gian và trí lực của các nhà nghiên cứu, coi REF như một "biểu tượng của văn hóa nghiên cứu bị ám ảnh bởi việc tùy tiện chỉ định một số trường hay khoa như là những người thắng hoặc thua cuộc."
REF nhận được nhiều sự ủng hộ của các hiệp hội chuyên ngành, như Hội Hóa học Hoàng gia, Hội Vật lý Anh, hay Hội Hoàng gia Luân Đôn,.. vì cách đánh giá trực tiếp nội dung nghiên cứu của các công trình khoa học thay vì phụ thuộc vào các chỉ số trắc lượng nhàm chán. Ủy ban Trao đổi Kiến thức thuộc Quốc hội Anh đánh giá cao về tính tác động của các kết quả đến từ REF trong việc xây dựng các chính sách khoa học công nghệ. Hội đồng Nghiên cứu và Sáng tạo (UKRI), cơ quan nhận kết quả tham vấn từ REF cho việc phân bổ tài trợ tiền nghiên cứu công cho các đơn vị giáo dục ở Anh đánh giá cao tác động của REF trong việc thúc đẩy chất lượng nghiên cứu cũng như tính minh bạch, liêm chính trong nghiên cứu, cùng với việc hỗ trợ sự phát triển đa dạng và công bằng trong nghiên cứu khoa học.